# Donal Logue
Donal Francis Logue (Ottawa, Ontário, 27 de fevereiro de 1966) é um ator canadense, conhecido pela sua participação nas séries Grounded for Life, Sons of Anarchy, Vikings, Law & Order: Special Victims Unit, Gotham e nos filmes O Patriota e Just Like Heaven.

## Vida pessoal
Logue viaja frequentemente para Killarney, County Kerry, na Irlanda, onde sua mãe vive, e tem tanto cidadania irlandesa como canadense. Logue tem casas em Los Angeles e Oregon. Quando não está atuando, Logue está fortemente envolvido no futebol e joga regularmente para a equipe amadora, de Los Angeles, o Hollywood United. Logue tem um carteira de motorista comercial Classe-A e está licenciado para dirigir carretas com reboques duplos ou triplos, petroleiros e materiais perigosos. Ele tem uma empresa de madeira com um parceiro chamado Frison-Logue Hardwood, e uma empresa de camionagem chamado Aisling Trucking, as duas estão localizadas fora de Central Point, Oregon, que os dois fundaram em 2012. Logue era casado com Kasey Walker. O casal teve dois filhos juntos. 